# Roderic Teamer
Roderic Fitzgerald Teamer Jr. (New Orleans, 12 maggio 1997) è un giocatore di football americano statunitense che milita nel ruolo di safety e che è free agent. Teamer ha iniziato la sua carriera in NFL con i Los Angeles Chargers nel 2019. Al college ha giocato per la Tulane University.

## Carriera universitaria
Teamer, originario di New Orleans, ha cominciato a giocare a football nella locale Brother Martin High School per poi andare a giocare nel 2015 per la Tulane University, con i Green Wave impegnati nella American Athletic Conference (AAC) della Divisione I della Football Bowl Subdivision (FBS) della NCAA. Teamer divenne titolare già dalla fine del suo primo anno.
Nel suo ultimo anno al college Teamer risultò secondo in squadra per tackle, con 72, facendo registrare anche sei passaggi deviati e un intercetto, venendo nominato nel Second-Team All-AAC. Teamer concluse la sua esperienza al college con 197 tackle, 15 passaggi deviati, tre intercetti e tre sack in 46 gare.

## Carriera professionistica

### Los Angeles Chargers
Teamer non fu scelto nel corso del Draft NFL 2019 e il 27 aprile 2019 firmò da undrafted free agent con i Los Angeles Chargers.

#### Stagione 2019
Teamer debuttò nella NFL il 22 settembre 2019 nella gara di settimana 3, la sconfitta 20-27 contro gli Houston Texans, partendo come strong safety e facendo sette tackle. Nella gara di settimana 7, la sconfitta 20-23 contro i Tennessee Titans, fece il suo primo intercetto su un passaggio di Ryan Tannehill.
Nella gara di settimana 8, la vittoria 17-16 contro i Chicago Bears, Teamer fu il migliore in squadra con 8 tackle e un sack sul quarterback Mitchell Trubisky. Teamer concluse la sua stagione da rookie con 40 tackle, un sack, due passaggi deviati e un intercetto in sette gare giocate, sei da partente.

#### Stagione 2020
Il 13 luglio 2020 Teamer fu sospeso per le primo quattro gare della stagione per aver violato le regole della NFL sull'uso di sostanze stupefacenti. Fu svincolato dai Chargers il 1º agosto 2020. Teamer, non contrattualizzato da nessun'altra squadra, saltò così l'intera annata.

### Indianapolis Colts
Il 10 gennaio 2021 Teamer firmò da riserva/contratto futuro con gli Indianapolis Colts. Fu svincolato il 14 maggio 2021.

### Las Vegas Raiders

#### Stagione 2021
Il 3 giugno 2021 Teamer firmò con i Las Vegas Raiders. Il 28 ottobre 2021 fu inserito nella lista degli infortunati e poi reinserito in squadra il 20 novembre 2021.
Nella gara della settimana 12 contro i Dallas Cowboys Teamer fu espulso dalla partita per uno scontro fuori dal campo con il cornerback Kelvin Joseph. Il 23 dicembre 2021 fu spostato nella lista riserve/COVID-19 e reinserito in squadra sei giorni dopo. Teamer terminò la sua stagione con 18 tackle in 10 partite giocate, di cui due da titolare.

#### Stagione 2022
Nella gare della settimana 13 e 14, rispettivamente contro Los Angeles Chargers e Los Angeles Rams, Teamer fu utilizzato per sostenere la palla sul kicking tee durante i kickoff effettuati da Daniel Carlson sfruttando un'interpretazione delle regole che subito dopo però la lega chiarì, impedendo quindi tale pratica.
Nella stagione 2022 Teamer giocò, per la prima volta in carriera, tutte e 17 le partite stagionali, 3 da titolare, con 35 tackle di cui 23 in solitaria.

#### Stagione 2023
Il 15 marzo 2023 Teamer rifirmò per i Raiders. Scese in campo nelle prime sei gare della stagione regolare prima di infortunarsi ad un tendine nella gara del sesto turno contro i New England Patriots e il 18 ottobre 2023 fu inserito in lista riserve/infortunati, dovendo quindi saltare almeno le successive quattro partite. Teamer tornò nel roster attivo il 25 novembre 2023, alla vigilia della gara del dodicesimo turno contro i Kansas City Chiefs. Tuttavia la notte del 25 novembre Teamer fu arrestato per guida in stato di ebbrezza ed eccesso di velocità e saltó la gara. Il 27 novembre 2023 i Raiders lo svincolarono.

### New Orleans Saints
Il 20 giugno 2024 Teamer firmò un contratto annuale con i New Orleans Saints. Non rientrò nel roster attivo iniziale per la stagione e il 27 agosto 2024 fu svincolato. Il 22 ottobre 2024 firmò per la squadra di allenamento dei Saints. Il 4 dicembre 2024 la lega annunciò di aver sospeso Teamer per tre gare, non potendo quindi giocare dal 14º al 16º turno, a seguito del suo arresto per guida in stato di ebbrezzza avvenuto nella stagione precedente. Il 23 dicembre 2024 fu svincolato.

## Statistiche

### Stagione regolare
| Stagione | Stagione | Stagione | Stagione | Difesa  | Difesa  | Difesa  | Difesa | Difesa | Difesa | Difesa |
| Anno     | Squadra  | P        | PT       | T. tot. | T. sol. | T. ass. | Sck    | Int.   | P.D.   | F.F.   |
| -------- | -------- | -------- | -------- | ------- | ------- | ------- | ------ | ------ | ------ | ------ |
| 2019     | LAC      | 7        | 6        | 40      | 30      | 10      | 1,0    | 1      | 2      | 0      |
| 2021     | LV       | 10       | 2        | 18      | 13      | 5       | 0,0    | 0      | 1      | 0      |
| 2022     | LV       | 17       | 3        | 40      | 25      | 15      | 0,0    | 0      | 0      | 0      |
| 2023     | LV       | 6        | 0        | 5       | 4       | 1       | 0,0    | 0      | 0      | 0      |
| 2024     | NO       | 2        | 0        | 0       | 0       | 0       | 0,0    | 0      | 0      | 0      |
| Totale   | Totale   | 42       | 11       | 103     | 72      | 31      | 1,0    | 1      | 3      | 0      |

### Play-off
| Stagione | Stagione | Stagione | Stagione | Difesa  | Difesa  | Difesa  | Difesa | Difesa | Difesa | Difesa |
| Anno     | Squadra  | P        | PT       | T. tot. | T. sol. | T. ass. | Sck    | Int.   | P.D.   | F.F.   |
| -------- | -------- | -------- | -------- | ------- | ------- | ------- | ------ | ------ | ------ | ------ |
| 2021     | LV       | 1        | 1        | 5       | 3       | 2       | 0,0    | 0      | 0      | 0      |
| Totale   | Totale   | 1        | 1        | 5       | 3       | 2       | 0,0    | 0      | 0      | 0      |

Fonte: Football Database

## Vita privata

### Arresto per guida in stato di ebbrezza
Alle ore 22:15 di sabato 25 novembre 2023 Teamer fu fermato a Las Vegas dalla polizia stradale del Nevada sulla sua Dodge Durango mentre viaggiava a circa 91 miglia all'ora (146 km/h) in un tratto con limite di 65 miglia all'ora (105 km/h). Teamer si giustificó dicendo che doveva rientrare entro l'orario di coprifuoco all'hotel in cui i Las Vegas Raiders avrebbero trascorso la notte prima della gara casalinga del giorno successivo contro i Kansas City Chiefs. Fu riscontrato odore di marijuana all'interno del veicolo e sulla persona di Teamer, che confessò di aver fumato poco prima mezzo spinello. La polizia, notando inoltre gli occhi acquosi e iniettati di sangue di Teamer, ne verificò sul posto lo stato psicofisico sottoponendolo alle prove previste, in cui oscillò durante la posizione su una gamba, perse l'equilibrio durante la camminata e la svolta e dimostrò un "orologio interno accelerato" stimando trascorsi 30 secondi rispetto ai 17 effettivi. Teamer fu arrestato e condotto nel carcere della Contea di Clark con l'accusa di guida in stato di ebbrezza ed eccesso di velocità, venendo poi liberato la mattina seguente, trattandosi di reati minori, e dovendosi poi presentare davanti una corte il successivo 3 aprile 2024.